# 刈川くるみ
刈川 くるみ（かりかわ くるみ、1998年11月30日 - ）は、日本のフリーアナウンサー。セント・フォース所属。

## 経歴
福岡県出身。日本大学法学部法律学科卒業。FRESH CAMPUS CONTEST2017年度において準グランプリを受賞。

## 趣味・特技
クラシックピアノ、ヒップホップダンス、乗馬。

## 出演番組

### テレビ
太字は、出演中の番組
- MX news FLAG（2021年7月17日 - 9月25日、TOKYO MX）
- スマートフォンデュ（2017年10月27日 - 2018年12月21日、テレビ朝日）
- News Access（BS朝日）
- AbemaNews（AbemaTV）
- news every.（2021年10月4日 - 2025年3月28日、日本テレビ） - カルチャーキャスター
- Oha!4 NEWS LIVE（2025年3月31日 - 、日本テレビ） - 月・火曜カルチャーキャスター
- 日テレNEWS24（2025年4月6日 - ） - 日曜朝・昼枠キャスター

#### テレビドラマ
- 漂着者 第1話（2021年7月23日、テレビ朝日） - リポーター役

#### 劇場アニメ
- 劇場版 転生したらスライムだった件 紅蓮の絆編（2022年） - キキョウ[3]役